# 앞톱니근

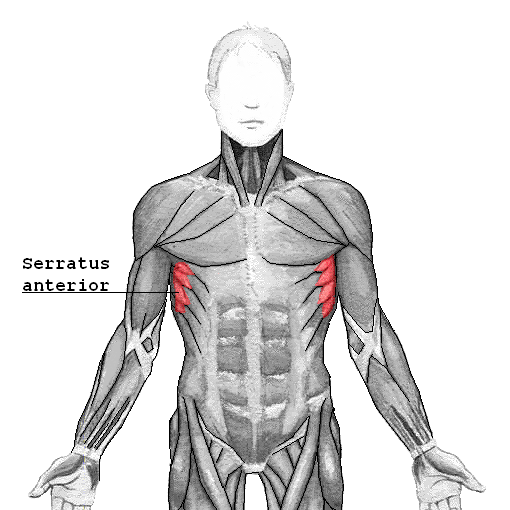
앞톱니근, 아래쪽 갈비뼈들로부터의 이는곳(큰가슴근과 기타 얕은층 근육에 가려진 위쪽 갈비뼈로부터의 시작)

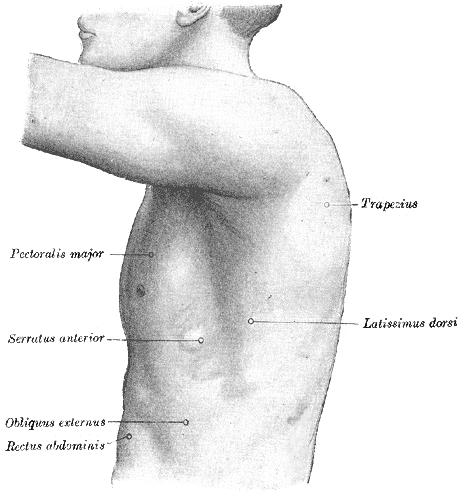
흉곽 좌측면

앞톱니근, 또는 전거근(前鋸筋, serratus anterior) 은 가슴 측면에서 갈비뼈(rib) 1~8번 표면에서 시작하여 어깨뼈(scapula) 안쪽 경계의 전장(anterior length) 전체를 따라서 만입하는 근육이다. 전거근은 흉곽(thorax) 주위에서 견갑골을 앞으로 당기는 역할을 한다. serratus anterior라는 단어는 라틴어로 '톱(saw)'을 뜻하는 serrare와 '앞'을 뜻하는 라틴어 유래 영어 anterior가 결합된 것으로,  톱모양의 몸 앞쪽에 있는 근육이라는 뜻이다. 한자어 前鋸筋 역시 이를 그대로 본따 앞을 뜻하는 前과 톱을 뜻하는 鉅가 합성되어 만들어졌다.

## 구조
앞톱니근은 9~10개의 근육가지(slip, muscle branch)로서, 1~9번 갈비뼈 혹은 1~8번 갈비뼈로부터 시작된다. 항상 2번 갈비뼈에서 근육가지 2개가 시작되기에, 근육가지 수가 늑골 수보다 항상 많다.
등뼈(thoracic vertebrae)를 따라 만입되는 것과 동시에, 위쪽각(superior angle)과 아래쪽각(inferior angle) 사이에 견갑골의 안쪽 경계를 따라 전거근은 만입된다. 정지점(point of insertion)의 이름에 따라 명명된 세 부위로 나뉜다.
1. 앞톱니근 위쪽 부분(serratus anterior superior part)은 위쪽각 인근에서 만입된다.
2. 앞톱니근 중간 부분(serratus anterior intermediate part)는 안쪽 경계를 따라 만입된다.
3. 앞톱니근 아래쪽 부분(serratus anterior inferior part)는 아래쪽각 근처에서 만입된다.

### 위치 관계
앞톱니근은 어깨밑근(subscapularis) 깊은 곳에 있다. 어깨밑근 윤활주머니(subscapularis (supraserratus) bursa)가 앞톱니근에서 분리된다. 어깨가슴윤활주머니(scapulothoracic (infraserratus) bursa)는 늑골에서 분리된다.

### 신경 지배
팔신경얼기(brachial plexus)의 가지인 긴가슴신경(long thoracic nerve)이 앞톱니근에 분포한다. 장흉신경은 전거근 표면에서 아래로 뻗어있다.

### 혈액 공급
앞톱니근에 혈액을 공급하는 동맥은 가쪽가슴동맥(lateral thoracic artery), 가슴등동맥(thoracodorsal artery) 등이다.

## 기능
위의 세 부위는 모두 가슴우리를 둘러싼 어깨뼈를 앞으로 당기는데, 이는 팔의 전경(前傾, anteversion)에 필수적이다. 그래서 전거근은 마름근(rhomboid)의 길항근(antagonist)이다. 그러나 위쪽 부분과 아래쪽 부분이 같이 작용하면, 마름근과 함께 가슴우리에 대하여 어깨뼈가 눌린 상태를 유지하며, 따라서 이 부위들은 마름근의 협동근(synergist)이 된다. 아래쪽 부분은 어깨뼈 아래 부분을 바깥과 앞으로 당길 수 있으며, 따라서 팔을 들어올리는 동작이 가능하도록 어깨뼈를 회전시킨다. 또한 이 세 부위 모두 팔이음부위(shoulder girdle)가 고정되어 있으면 늑골을 들어올릴 수 있고, 따라서 호흡을 돕는 것이다.
앞톱니근은 '날개근(big swing muscle)'이나 '권투선수 근육(boxer's muscle)'으로도 불리는데, 견갑골의 전인(前引, protraction)을 담당하기 때문이다. 펀치를 날리면 어깨뼈를 앞으로 당기고 가슴우리(rib cage) 주변으로 당긴다는 뜻이다.
앞톱니근은 웨이트를 머리 위로 들어올리는 등의 경우에 수행하는 어깨뼈 상방회전(upward rotation)에도 중요하다. 앞톱니근은 등세모근(trapezius)의 위쪽 섬유(upper fiber)와 아래쪽 섬유(lower fiber)와 동시에 어깨뼈 상방회전을 수행한다.

## 임상적 의의
앞톱니근에 분포하는 긴가슴신경은, 유방암(breast cancer) 수술 시 겨드랑이(axilla)에서 림프절(lymph node) 제거 수술 등 일부 수술 시에 취약하다. 긴가슴신경 손상은 날개어깨뼈(winged scapula)의 가장 흔한 원인이다.

## 동물
어깨근육은 견갑상완그룹(scapulohumeral group), 상완거근그룹(axiohumeral group), 견갑거근 그룹(axioscapular group) 세 범주로 나뉜다. 전거근은 대능형근(rhomboid major), 견갑거근(levator scapulae), 승모근(trapezius)과 함께 후자 그룹을 이룬다. 승모근은 분리되어 발달하지만, 나머지 세 근육은 1~8번 혹은 1~10번 늑골이나, 늑골에 상응하는 경추(cervical vertebrae) 수평돌기(transverse process)로부터 발달한다.
기능적 요구는 전거근에 의해 형성된 기본 단위로부터 간 근육의 발달을 야기한다. 원시생명(primitive life) 형태에서, 견갑축 그룹 기능은 견갑골척추연(vertebral border of the scapula)의 움직임을 통제한다. 견갑골 후방 움직임과 관련된 섬유는 능형근으로 진화하고, 복부 운동 관련 섬유는 전거근으로, 두기골 움직임 관련 섬유는 견갑거근으로 진화한다. 전거근 진화 자체는 1. 말단섬유(distal fiber)와 근위섬유(proximal fiber) 그룹핑 2. 중간섬유 크기 축소 3. 상방부위와 하방부위를 견갑골 상각과 하각으로의 만입을 야기한다.
영장류에서 흉곽은 넓고 견갑골은 관절와(glenoid cavity)를 바깥으로 향하게 하도록 후방으로 회전된다. 또한 쇄골은 내측력(medial force)을 돌본다. 말이나 네발짐승 등 달리는 포유류에게서 견갑골은 흉곽 측면에 수직으로 매달려 있고 쇄골은 없다. 따라서 기어오르는 동물들에게서 전거근은 자유지(free limb)의 반력(reaction force)에 대항하여 견갑골을 지지하고, 늑골에 굽힘력(bending force)을 가한다. 이 힘들을 유지하기 위하여 늑골들은 현저한 만곡률을 가지고 쇄골에 지탱된다. 달리는 동물들에게서 흉곽은 전거근과 흉근에 있는 견갑골 사이에 매달려 있다.

## 같이 보기
- 근육
- 근육계통
- 인체 골격근 목록
- 인체 뼈 목록
- 인체 신경 목록
- 해부학 용어
  - 근육에 대한 해부학 용어
  - 운동에 대한 해부학 용어
  - 위치에 대한 해부학 용어

### 운동
- 랫풀다운
- 턱걸이